# Movimiento Solidaridad
El Movimiento Solidaridad (en griego: Κίνημα Αλληλεγγύη, Kinima Allilengyi) es un partido político nacionalista grecochipriota de Chipre. Fue fundado en 2016 por Eleni Theocharous.
Theocharous abandonó la Agrupación Democrática en noviembre de 2015, en protesta por su apoyo a un arreglo bizonal y bifederal para el problema de Chipre. Ella estableció el Movimiento Solidaridad en enero de 2016 y el partido derechista Evroko se integró a la formación en marzo del mismo año. El Movimiento Solidaridad obtuvo el 5,2% de los votos y tres escaños en las elecciones legislativas chipriotas de 2016.
El 9 de marzo de 2016, Eleni Theocharous (entonces eurodiputada) se unió a la Alianza de los Conservadores y Reformistas Europeos. El partido perdió su único escaño en el Parlamento Europeo el 26 de mayo de 2019, tras las elecciones al Parlamento Europeo.